# Барбара ла Марр
Барбара ла Марр (англ. Barbara La Marr; 28 июля 1896 — 30 января 1926), урождённая Рита Дейл Уотсон (Reatha Dale Watson) — американская киноактриса, танцовщица, сценарист. Легенда немого кино, прославилась в амплуа женщины-вамп.

## Биография
Точных данных о времени и месте рождения актрисы не сохранилось. Ещё младенцем её удочерили супруги Уотсон, по утверждению которых она родилась 28 июля 1896 года в городе Якима в штате Вашингтон. Они же дали девочке имя Рита и свою фамилию. Сама Барбара впоследствии утверждала, что родилась в Ричмонде (Виргиния), и указывала этот город во всех официальных документах. Когда она стала популярна, ходили романтические слухи о том, что якобы её матерью была аристократка с Юга, родившая вне брака от красивого итальянца.

### Танцевальная карьера
Приёмные родители девочки часто переезжали с места на место — сначала жили в Портленде (Орегон), затем переехали в Такому в штате Вашингтон, где Рита в 1904 году дебютировала на сцене театра, сыграв Еву в спектакле «Хижина дяди Тома». Затем Уотсоны поселились во Фресно (Калифорния). В 1913 году в возрасте шестнадцати лет Рита серьёзно занялась танцами, стала выступать в кабаре. Тогда же, увлекаясь писательством, она опубликовала несколько рассказов в газете, где работал её отец.
Рита была очень красива и с юных лет привлекала к себе внимание мужчин. В конце 1913 года она вышла замуж за ковбоя Джека Лителла, но спустя несколько месяцев, которые новобрачные провели на его ранчо, Лителл умер от пневмонии. Овдовев, Рита погрузилась в депрессию, стала много пить, но тем не менее вернулась в Лос-Анджелес и продолжала танцевать под именем Фолли Лителл. Известно, что в то время её арестовывали за участие в шоу стриптиз-клуба, после чего она сменила псевдоним на Барбара ла Марр.

### Замужества
В 1914 году красота Барбары ла Марр покорила известного лос-анджелесского адвоката Лоуренса Конверса (его родственники были основателями Converse, компании по производству обуви). 2 июня 1914 года любовники поженились, но их брак спустя несколько дней был аннулирован — власти предъявили Конверсу обвинение в двоеженстве (у него уже была жена и трое детей) и отправили за решётку. Там Конверс, по-видимому совершенно потеряв рассудок от любви к Барбаре, покончил с собой, разбив голову о стену.

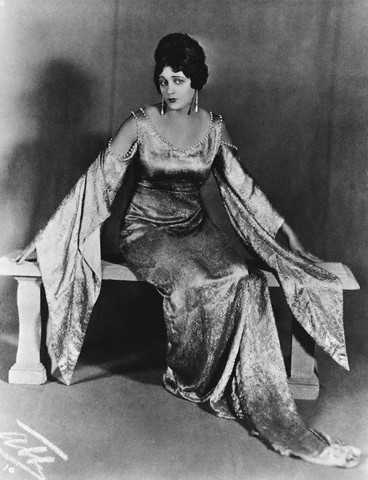
Барбара ла Марр в начале 1920-х годов

Потеряв к восемнадцати годам второго супруга, ла Марр продолжила карьеру танцовщицы. Как в составе труппы, так и с сольными программами она выступала в Чикаго и Новом Орлеане и в конце концов добралась до Бродвея, а в 1915 году её танцевальное шоу можно было увидеть на Всемирной выставке в Сан-Франциско. В октябре 1916 года Барбара ла Марр опять вышла замуж — на этот раз за актёра и популярного танцора тех лет Фила Эйнсворта. Этот брак тоже окончился крахом. Вероятно, юная красавица оказывала на мужчин поистине роковое влияние — чтобы окружить жену роскошью, Эйнсворт начал подделывать чеки, за что его судили и посадили в тюрьму в Сан-Квентине. В начале 1918 года ла Марр развелась с ним.

### Голливуд
Не прошло и нескольких месяцев, как Барбара обзавелась четвёртым мужем, в 1918 году сочетавшись браком со своим танцевальным партнёром Беном Дили. Дили, старше жены на двадцать лет, разделял её увлечения — страсть к танцу, литературе и спиртному, кроме того он увлекался картами. В 1920 году, прибавив к своему псевдониму фамилию супруга, она вместе с Дили отправилась покорять Голливуд — сначала в качестве сценариста, — и немало преуспела на этом поприще. Всего по её сценариям на киностудии Fox Film сняли шесть фильмов — «Роза Нома», «Мать его детей», «Серая мышка», «Страна джаза», «Жёны моих мужей» и «Пламя юности» (её гонорар за эту картину составил 10 тысяч долларов).
В том же 1920 году красота Барбары ла Марр привлекла внимание продюсера Луиса Б. Майера, и он предложил девушке принять участие в мелодраме «Гарриет и волынщик», где ведущая роль была отведена кинозвезде тех лет Аните Стюарт. Дили тоже возобновил кинокарьеру (его дебют состоялся ещё в 1914 году). Оказавшись в Голливуде, ла Марр быстро завязала нужные знакомства, и её карьера пошла на взлет. Благодаря протекции подруги, актрисы Маргерит де ла Мотт, которая представила её Дугласу Фэрбенксу, Барбара получила роль в мелодраме 1921 года под названием «Щёголь», которую Фэрбенкс сам спродюсировал и где исполнил главную роль.
Затем последовали съёмки у режиссёра Джона Форда в вестерне «Дороги отчаяния», где Барбара ла Марр предстала в роли леди Лу, которая обольстила чужого мужа и использовала его в своих неприглядных целях. Впоследствии актриса неоднократно играла коварных и расчетливых женщин, прочно утвердившись в столь популярном в 1920-х годах амплуа женщины-вамп.

### Признание
Третья картина 1921 года — «Три мушкетёра» по одноимённому роману Дюма — обернулась для актрисы первым полноценным успехом. Дуглас Фэрбенкс — он был продюсером фильма и оставил для себя роль бесшабашного гасконца Д’Артаньяна — после долгих поисков актрисы на роль Миледи остановил выбор на Барбаре ла Марр и не прогадал. Собрав в американском прокате полтора миллиона долларов, картина с большим успехом прошла в кинотеатрах всего мира, а ла Марр с тех пор прочно утвердилась в Голливуде. Четвёртым фильмом этого года для актрисы стала мелодрама «Золушка холмов». К тому времени она бросила Дили, постепенно превратившегося в алкоголика, и снова была одинока.

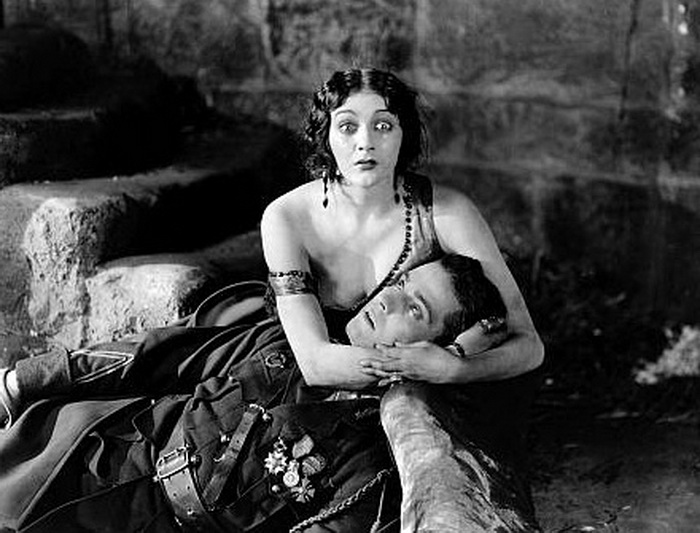
С Рамоном Новарро в фильме «Лёгкомысленные девицы» (1922)

В 1922 году, приняв предложение киностудии Fox Film, актриса снялась в роли дочери арабского шейха Темар в мелодраме «Арабская любовь», где её партнёрами были Барбара Бедфорд и Джон Гилберт, чья звезда тогда только начинала восходить. Далее она появилась в приключенческом фильме «Пленник Зенды» режиссёра Рекса Ингрэма, снятом по мотивам классического романа британского писателя Энтони Хоупа. Всего эта книга выдержала восемь экранизаций, и версия 1922 года была уже третьей по счёту. Вместе с ла Марр в фильме снялся мексиканец Рамон Саманьегос, который вскоре прославился под псевдонимом Рамон Новарро.
В том же году ла Марр и Новарро снова составили дуэт, снявшись в главных ролях в мелодраме «Лёгкомысленные девицы». Популярность фильма в прокате была так велика, что гонорар актрисы незамедлительно поднялся до 6,5 тысяч долларов в неделю. Не менее восторженно была принята зрителями её следующая картина, романтическая комедия «Квинси Адамс Сойер», в котором вместе с ла Марр снялись ведущие кинозвезды тех лет — Джон Боуэрс (супруг её подруги Маргерит де ла Мотт), самый первый Тарзан в истории кинематографа Эльмо Линкольн и стоявшие у истоков киноиндустрии актёры Лон Чейни, Бланш Свит и Луиз Фазенда.
1923 год стал самым плодотворным в карьере актрисы — на экраны вышло сразу восемь фильмов с её участием. После мелодрамы «Герой», Барбара ла Марр отступила от своего обычного амплуа и в картине «Жёны бедняков» исполнила роль жены бедного таксиста, которая, несмотря на авансы одного богача, остаётся верна мужу.
Далее она приступила к съёмкам в комедии «Души на продажу», режиссёром и сценаристом которого был Руперт Хьюз, дядя знаменитого миллионера и киномагната Говарда Хьюза. В этом фильме, зафиксировавшем лицо американского киномира тех лет, в роли самих себя снялась целая плеяда кинозвезд начала 20-х — Чарли Чаплин, СейЗу Питтс, Анита Стюарт, Бесси Лав, Фред Нибло, Барбара Бедфорд и многие другие. Фильм рассказывал историю девушки (её роль исполнила начинающая актриса Элинор Бордман), которая отправилась покорять Голливуд, и Барбара предстала в нём в роли отошедшей от дел кинозвезды. Во время съёмок она серьёзно повредила лодыжку, но по настоянию продюсеров осталась в картине. Чтобы приглушить боль, актриса стала принимать морфин и кокаин и в итоге пополнила ряды голливудских наркоманов.
Благодаря сильному актёрскому составу фильм был обречён на успех, и популярности у ла Марр прибавилось. Следующие её картины — «Медный кувшин» по роману Анстея, «Странники ночи» и St. Elmo, где пару актрисе снова составил Джон Гилберт — тоже снискали признание публики и закрепили её статус звезды.
В 1923 году Барбара ла Марр обзавелась пятым (и последним) мужем, сочетавшись браком с актёром Джеком Догерти, героем вестернов. Незадолго до этого она родила ребёнка от неизвестного любовника и, чтобы сохранить репутацию, усыновила его под именем Марвин Карвиль ла Марр. Далее в сопровождении семьи актриса уехала в Италию, где проходили съёмки её нового фильма «Вечный город». В настоящее время этот фильм считается утерянным, но известно[кому?][откуда?], что в его эпизодах появились диктатор Бенито Муссолини и король Италии Виктор Эммануил III, сыгравшие самих себя.

### Последние годы
Апогеем карьеры актрисы стала романтическая комедия Фреда Нибло «Имя тебе — Женщина» (1924), где Барбара ла Марр вновь появилась в дуэте с Рамоном Новарро. Затем, снявшись в мелодраме «Убийство Дэна Макгрю», ла Марр подписала контракт с First National и сыграла танцовщицу в картине Морис Турнёра о ночной жизни Парижа «Белый мотылёк». К концу 1924 года ла Марр сильно похудела — пристрастие к наркотикам (к тому времени она перешла на героин) и алкоголю сказалось на её здоровье. Она стала быстро уставать и подурнела внешне, но тем не менее продолжала вести довольно бурную жизнь.
Когда на киностудии узнали о её зависимости, карьера Барбары ла Марр пошла на спад. В 1925 году актриса снялась в провальном фильме «Белая обезьяна», и критики более чем сдержанно отозвались о её игре. Мелодрама 1926 года «Девушка с Монмартра» стала последним фильмом Барбары ла Марр. Потеряв сознание прямо на съёмочной площадке, она на некоторое время впала в кому и, очнувшись, попросила актрису Зазу Питтс взять на себя опеку над её трёхлетним сыном. В довершение всего актриса заболела туберкулёзом. Её организм, истощенный наркотиками, не справился с болезнью, и 30 января 1926 года она скончалась в своём доме в Алтадине в возрасте двадцати девяти лет.

## Интересные факты
- Так как Барбара умерла до начала эпохи звукового кино, она входит в число тех актёров, голоса которых зрителю уже не суждено услышать.
- Актрису называли Девушка, которая была слишком красива.
- Киномагнат Луис Б. Майер дал Хедвиге Кислер псевдоним Хеди Ламарр в честь Барбары, и именно под этим именем она стала известна.
- Актриса СейЗу Питтс и её супруг Том Геллери по просьбе Барбары вырастили её сына Марвина. Впоследствии он сменил имя на Дон Геллери.

## Фильмография

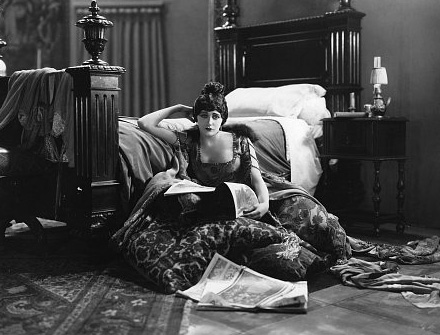
В фильме «Пленник Зенды» (1922)

| Год  |   | Русское название      | Оригинальное название      | Роль                   |
| ---- | - | --------------------- | -------------------------- | ---------------------- |
| 1920 | ф | Гарриет и волынщик    | Harriet and the Piper      | Девушка Тэма О’Шантера |
| 1920 | ф | Пламя юности          | Flame of Youth             | В эпизоде              |
| 1921 | ф | Щёголь                | The Nut                    | Клодин Дюпри           |
| 1921 | ф | Дороги отчаяния       | Desperate Trails           | Леди Лу                |
| 1921 | ф | Три мушкетёра         | The Three Musketeers       | Леди Винтер            |
| 1921 | ф | Золушка холмов        | Cinderella of the Hills    | Кейт Гредли            |
| 1922 | ф | Арабская любовь       | Arabian Love               | Темар                  |
| 1922 | ф |                       | Domestic Relations         | Миссис Мартин          |
| 1922 | ф | Пленник Зенды         | The Prisoner of Zenda      | Антуанетта де Мобон    |
| 1922 | ф | Лёгкомысленные девицы | Trifling Women             | Жаклин де Северак      |
| 1922 | ф | Квинси Адамс Сойер    | Quincy Adams Sawyer        | Линди Патнэм           |
| 1923 | ф | Герой                 | The Hero                   | Эстер Лейн             |
| 1923 | ф | Медный кувшин         | The Brass Bottle           | Королева               |
| 1923 | ф | Жёны бедняков         | Poor Men’s Wives           | Лора Бедфорд           |
| 1923 | ф | Души на продажу       | Souls for Sale             | Лева Лемер             |
| 1923 | ф | Странники ночи        | Strangers of the Night     | Анна Валеска           |
| 1923 | ф | Сент-Элмо             | St. Elmo                   | Агнес Хант             |
| 1923 | ф | Вечная борьба         | The Eternal Struggle       | Камилла Ленуа          |
| 1923 | ф | Вечный город          | The Eternal City           | Донна Рома             |
| 1924 | ф | Имя тебе — Женщина    | Thy Name Is Woman          | Гуэрита                |
| 1924 | ф | Убийство Дэна Макгрю  | The Shooting of Dan McGrew | Лу                     |
| 1924 | ф | Белый мотылёк         | The White Moth             | Белый мотылёк          |
| 1924 | ф | Сандра                | Sandra                     | Сандра Уоринг          |
| 1925 | ф | Сердце сирены         | The Heart of a Siren       | Изабелла Ичевария      |
| 1925 | ф | Белая обезьяна        | The White Monkey           | Флер Форсайт           |
| 1926 | ф | Девушка с Монмартра   | The Girl from Montmartre   | Эмилия                 |